# پرکینز (جورجیا)
پرکینز (به انگلیسی: Perkins) یک منطقهٔ مسکونی در ایالات متحده آمریکا است که در شهرستان جنکینس، جورجیا واقع شده‌است. پرکینز ۵٫۴۹ کیلومتر مربع مساحت و ۹۱ نفر جمعیت دارد و ۷۲٫۸۵ متر بالاتر از سطح دریا واقع شده‌است.